# Cuore di pietra (romanzo)
Cuore di pietra è un romanzo storico di Sebastiano Vassalli pubblicato nel 1996 dalla casa editrice Einaudi nella collana Supercoralli. Racconta la storia romanzata degli avvenimenti che ruotano intorno alla vicenda della maestosa casa del conte Basilio Pignatelli, posta sullo sfondo dei grandi eventi storici dagli inizi del Regno d'Italia ai giorni nostri. Vassalli racconta, famiglia dopo famiglia, i sogni, le pazzie e le virtù degli italiani del periodo del progresso, che vedono il mondo cambiare radicalmente in tutti i suoi aspetti.

## Struttura del romanzo
Protagonista del romanzo è la grande Casa – in realtà un palazzo – che l'Architetto ha costruito per il conte Basilio Pignatelli.
Questa si trova in una città
che dalle descrizioni si può identificare con Novara, città adottiva dell'autore, mentre la Casa non è altro che Villa Bossi, in cui ha anche vissuto per qualche tempo.
In effetti il romanzo non contiene alcun riferimento preciso, bensì solo indicazioni sempre vaghe e indeterminate: spaziali, temporali o storiche che siano.
La vicenda si svolge dalla costruzione della casa (all'epoca della spedizione dei mille) fino all'epoca contemporanea, ed è in realtà la composizione di decine di storie diverse, il cui filo comune o meglio pretesto è proprio la sedicente protagonista: attraverso queste vicende si toccano tutti gli eventi e le ideologie importanti della storia d'Italia a partire dall'unificazione, che viene così delineata e interpretata in maniera molto più puntuale di quanto lascerebbe supporre l'anzidetta indeterminatezza (il che permette di parlare di romanzo storico). L'autore non si nasconde dietro un narratore imparziale, silenzioso e invisibile, bensì fa sempre ben trasparire la propria interpretazione, anche se quasi sempre in modo molto discreto, generalmente attraverso i propri personaggi – e i loro discorsi riportati collo strumento del discorso indiretto libero –, ma anche con dei giudizi più o meno palesi dello stesso narratore.
Il romanzo è tutto un susseguirsi di personaggi e aneddoti molto specifici eppure archetipi, dipinti con maestria formando delle immagini delineate con pochi tratti e che ciononostante sembrano balzare fuori della pagina, vive e reali più che mai: tutto ciò con una prosa icastica ed efficace, rapida e leggera, semplice ma non trascurata anche se quasi popolare (l'autore non si fa scrupolo di usare gli per loro, ad esempio).

## L'Architetto, il Tempo e gli Dei
Quasi tutti i personaggi sono animati dalla velleità di fare qualcosa che lasci segni duraturi nel tempo, ma falliscono sempre perché o non riescono a concludere nulla o comunque quello che fanno viene vanificato.
Il primo - e forse il più importante - personaggio di questo tipo è l'Architetto (identificabile in Alessandro Antonelli), che non fa altro che progetti incredibilmente grandiosi ed esagerati, per di più senza chiedere il parere del committente, in nome dei superiori fini dell'Arte, che in realtà sono solo quelli del suo ego personale.
All'inizio del libro comincia la sua opera nella città conquistandosi l'incarico di aggiungere una cupola alla chiesa, grazie al prestigio di cui gode in forza della raccomandazione del re, che in realtà gliel'ha concessa solo per liberarsi di lui e del suo faraonico progetto di reggia, che aveva rifiutato scandalizzato dicendogli che gli avrebbe attirato il "cachinno" di tutti i sovrani d'Europa. Però l'Architetto esaurisce tutto il denaro fornitogli dal municipio nel rinforzare le pareti prima, e poi (dopo un rifinanziamento) per costruire due ordini di colonne, così che non riesce ad arrivare alla grandiosa cupola che aveva progettato.
Ripiega allora sul conte, e di fatto l'inganna costruendogli un costosissimo ed enorme palazzo che il conte non vuole affatto e che lo dissangua prosciugandone il patrimonio; questo ancora una volta solo per i propri progetti: in questo caso, costruire un edificio in continuità con la (futuribile) cupola della chiesa da lui progettata.
La casa, nonostante tutti i sogni dell'Architetto, è destinata a una lunga decadenza, che la porterà ad essere divisa in quattordici appartamenti da affittare e poi – una volta donata dall'ultima erede a un'associazione di beneficenza che vorrebbe demolirla per costruire un palazzo di venti o trenta piani – ad essere abbandonata alla rovina e all'occupazione di una torma di abitatori abusivi immigrati (questa è anche l'esperienza personale dell'autore, che da anni cerca di ottenere che Villa Bossi sia restaurata).
Questo è solo uno degli esempi con cui l'autore mostra che la mania umana di rincorrere degli obiettivi eroici che lascino un segno è vana, perché il tempo cancella tutto, e in realtà non ha altro significato che questo (anche per ciò nel romanzo regna l'indeterminatezza e non ci sono riferimenti temporali precisi): gli Dei si divertono sommamente allo spettacolo degli uomini che si affannano in questo modo senza motivo. 
Questo è probabilmente il messaggio più importante che l'autore vuole comunicare, e che infatti è esplicitato nel prologo ma soprattutto nell'epilogo, entrambi titolati Gli Dei.

## Gli scienziati della rivoluzione
Un altro argomento cui l'autore dedica molto spazio è quello dei cosiddetti «scienziati della rivoluzione», che si incontrano varie volte nel corso del romanzo, nelle vicende di vari personaggi, che sono le vicende dell'Italia.
Uno dei passaggi in cui la critica agli scienziati della rivoluzione è nell'omonimo 20º capitolo: la Grande guerra è appena finita e in tutta la penisola scoppiano ovunque scioperi a oltranza; le fabbriche vengono occupate; molti fienili vengono bruciati.
Qui Alessandro Annovazzi ha una discussione con quelli che chiama «scienziati della rivoluzione», cioè coloro che credono che il sistema capitalistico sia prossimo a crollare, che la borghesia scomparirà presto e poi il proletariato potrà finalmente prendere il comando, senza dover far altro che aspettare. Annovazzi contesta che «se si continua a gridare alla rivoluzione e non la si fa, si ottiene soltanto di far crescere l'odio...».
Un'altra critica alla rivoluzione si ha nel capitolo Più libri meno litri (16°), dove il deputato Antonio Annovazzi (padre di Alessandro Annovazzi) fonda una biblioteca per l'acculturamento dei poveri (la moglie Maria Maddalena Annovazzi vi terrà anche lezioni per alfabetizzarli): all'inaugurazione interviene addirittura Filippo Turati, che viene criticato da due ubriachi che propugnano invece la rivoluzione violenta dal basso, per la quale non servono i libri. Segue un discorso riformista di Turati che demolisce i progetti degli scienziati della rivoluzione, spiegando le critiche cui questi sono soggetti in vari punti del romanzo.
Ovviamente anche la biblioteca è destinata a finir male: sarà bruciata dai repubblichini, in una loro sanguinosa incursione in città dopo la costituzione della Repubblica di Salò.

## Trama
Il romanzo è ambientato a Novara, una piccola città di provincia circondata da montagne innevate, che furono nel tempo scenari di numerose guerre, fra le quali quella contro i "Crucchi". Protagonista del romanzo è la grande Casa-palazzo che l'Architetto ristrutturò per il conte Basilio Pignatelli,  grande signore napoletano giunto in paese per mettere la sua spada al servizio del Re. Questo maestoso edificio, fu costruito con l'unico scopo di durare nei secoli, distinguendosi nel paesino per la sua magnificenza e regalità. Inizia così la storia della grande casa che assisterà ad amori e tragedie in un'Italia molto fragile e allo stesso tempo capace di invenzioni uniche come il velocipede, la Fiat Topolino e la Isotta Fraschini che segnarono l'inizio di una nuova stagione. La proprietà venne tramandata di figlio in figlio, fino al momento in cui la famiglia, che non godeva più dei suoi privilegi, fu costretta ad affittare alcune camere della casa, che oggi abbandonata a se stessa offre rifugio alla gente perduta di questa terra.

## Personaggi
L'Architetto: Professionista scorbutico, identificabile nella figura di Alessandro Antonelli, che aleggia in tutto il romanzo. Il personaggio, caratterizzato da smisurata ambizione narcisistica, non prende minimamente in considerazione i limiti economici dei clienti, imponendo loro i suoi gusti e concentrandosi unicamente sulla maestosità delle proprie opere.
Conte Pignatelli: il conte Basilio Pignatelli, uomo di piccola statura , scuro di carnagione e ufficiale del re, giunge al nord lasciando l'amata Napoli per un affare di donne; al suo arrivo acquisterà una grande casa sul viale dei bastioni, da ristrutturare (in realtà fu demolita per essere ricostruita a partire dalle cantine) ove trasferirsi con tutta la sua famiglia e la servitù. Morirà in circostanze misteriose nel suo ufficio. Il conte Pignatelli ha tre figli: 
•	Raffaele, primogenito, ufficiale dei granatieri con la moglie Assunta e i loro due bambini, Giacomo e Maria Gabriella;
•	Alfonso, il secondogenito, procuratore legale con l'ambizione di entrare in politica, con la moglie Lucia in attesa di un figlio;
•	Orsola, la giovane e infelice terzogenita, di bassa statura e bruttina di viso, in questo somigliante al padre. Si innamorerà di un aitante pittore sposato, per il quale si toglierà la vita;

## Edizioni
- Sebastiano Vassalli, Cuore di pietra, collana Supercoralli, Einaudi, 1996,  pp. 286, ISBN 88-06-14189-9.